# Accolay (Yonne)
Accolay korábbi község (település) Franciaországban, Saône-et-Loire megyében. 2017. január 1-jén Cravant községgel egyesült és Deux Rivières új község része lett.
Lakosainak száma 447 fő (2018. január 1.). Accolay Cravant, Bazarnes, Bessy-sur-Cure, Prégilbert, Sainte-Pallaye és Vermenton községekkel határos.

## Leírása
Accolay egy város volt a Bourgogne Franche-Comte francia régióban, Yonne megyében, Auxerre  kerületben és Vermenton kantonban. A lakosság az utolsó, 2013 január 1.-i népszámláláskor 409 fő volt. 
Accolay Burgundia  meghatározott borvidékének határain belül található. Meghatározott területeken jogosult borok készítésére Burgundi (Bourgogne) elnevezés alatt.

## Galéria-

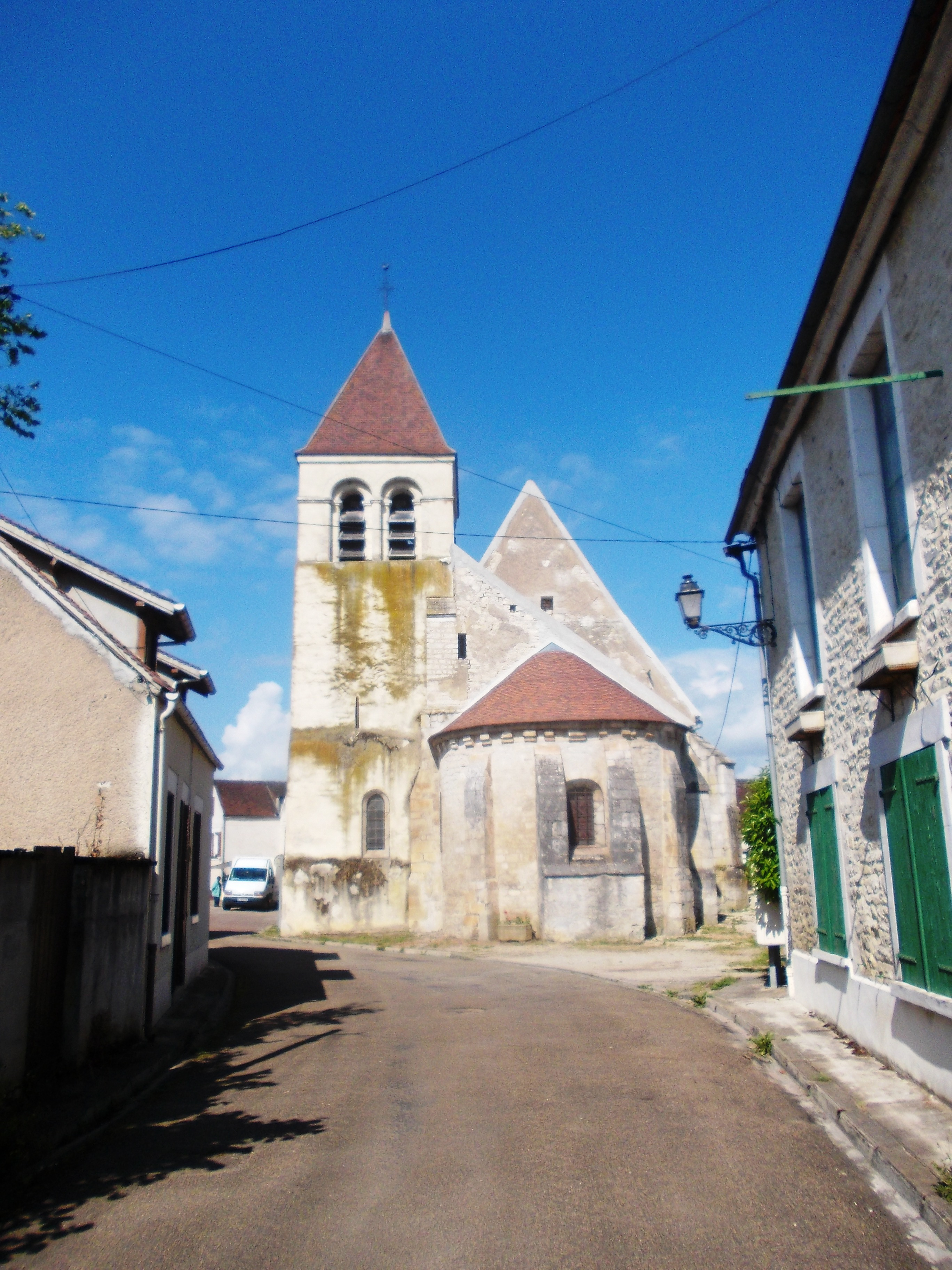
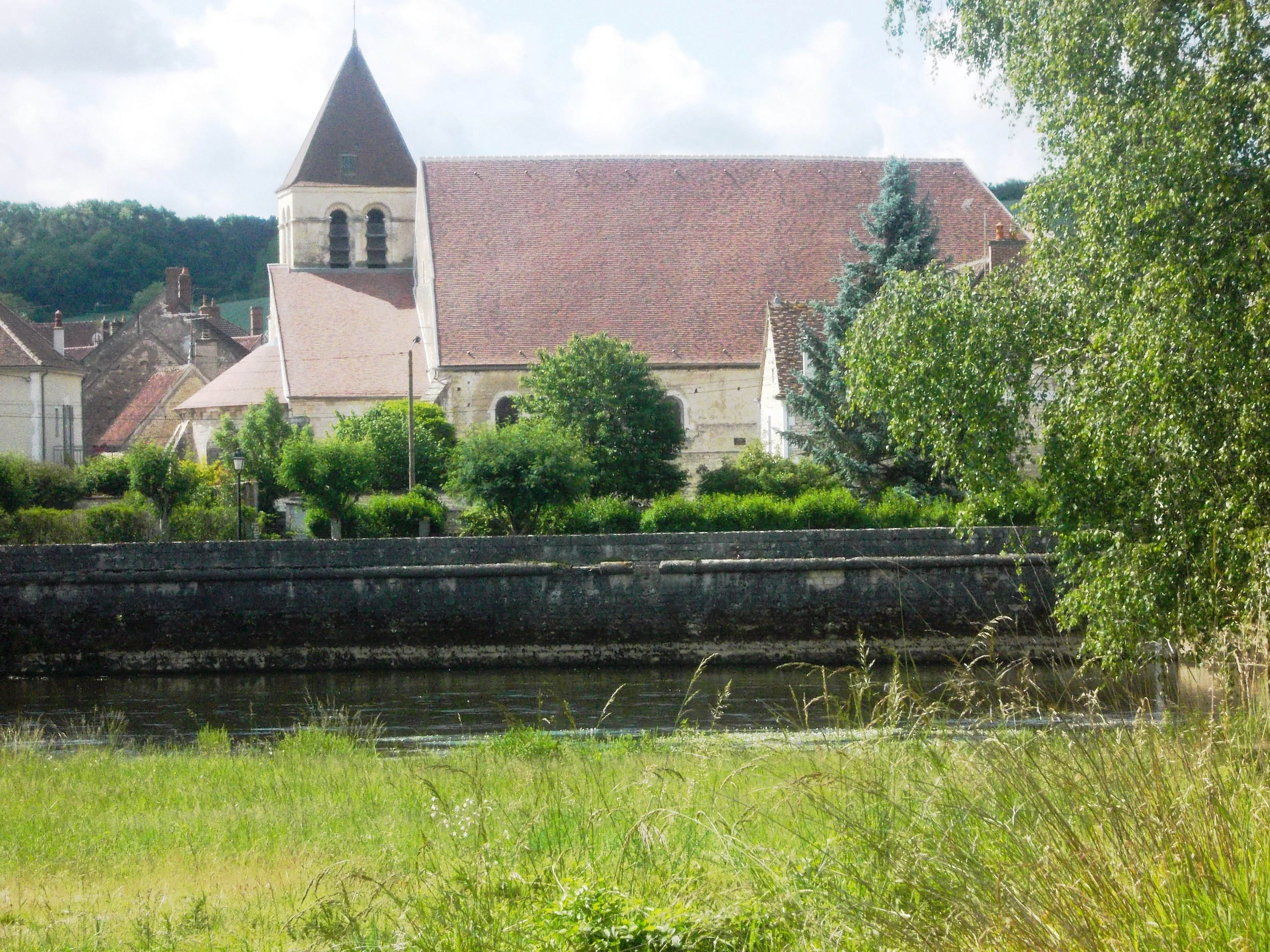
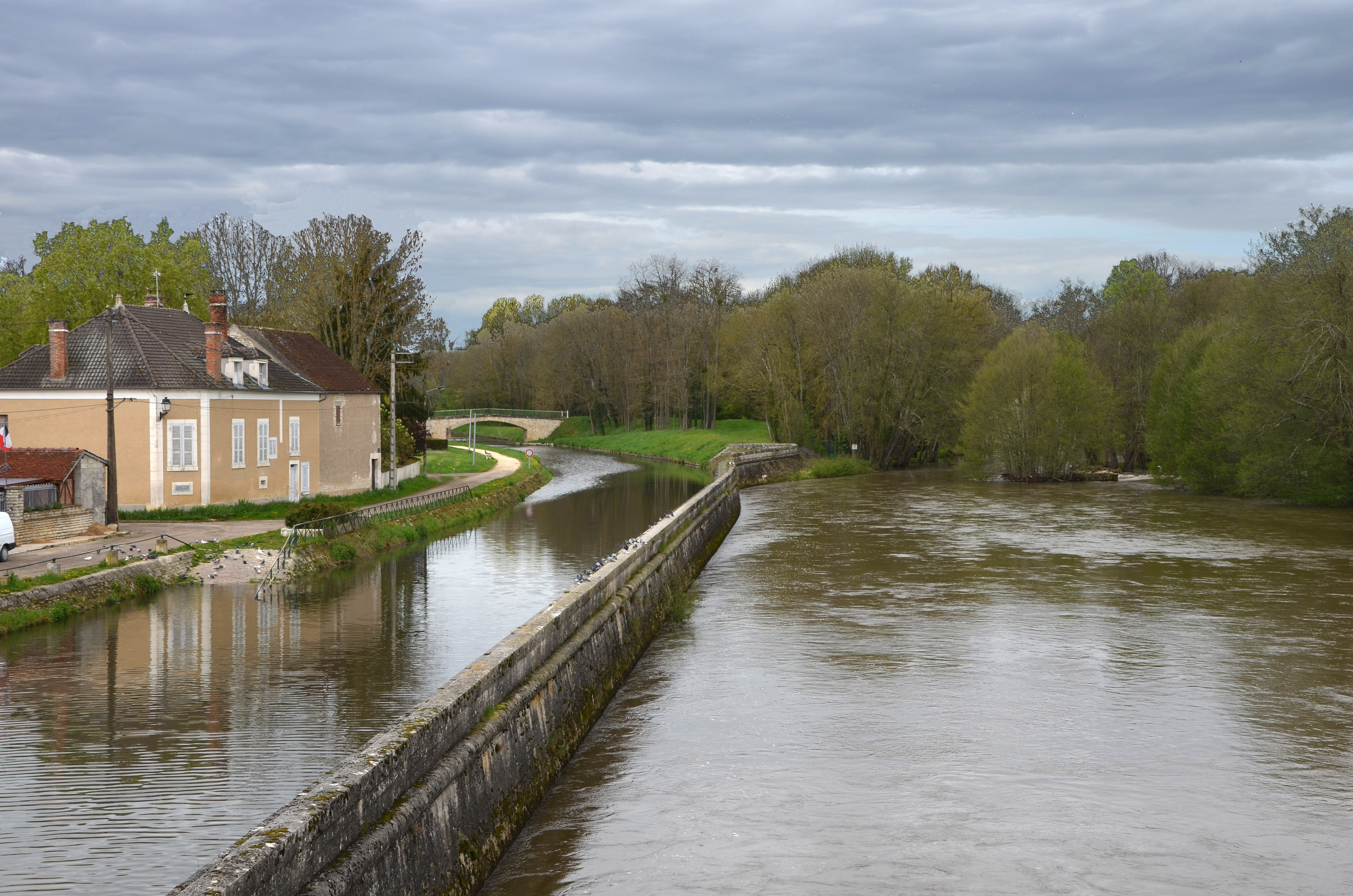

## Népesség
A település népességének változása:
| Lakosok száma | 409  | 408  | 446  | 447  |
|               | 2013 | 2015 | 2017 | 2018 |